# Дребноцветна горва
Дребноцветната горва (Cardamine parviflora) е едногодишно тревисто растение от семейство Кръстоцветни, регионално изчезнал вид в България, включен в Червената книга на България и в Закона за биологичното разнообразие.
Представлява едногодишно тревисто растение с височина на стъбло между 7 и 30 cm. Листата му са перести и голи, в основата без ушички, с 3 – 5 двойки целокрайни странични листчета. Съцветията са гроздовидни и връхни. Цветовете са с продълговати, бели, до 2 – 3 mm дълги венчелистчета. Плодовете му биват теснолинейни шушулки с дребни семена. Цъфти през май – юни и плодоноси през юни – юли. Видът се самоопрашва и се размножава със семена.
Среща се по влажни места, на временно заливни терени. Видът е разпространен в Европа, Средиземноморието, Южна Азия, Кавказ, Централна Азия, Сибир, Япония и Китай. В България видът е съобщен от Йосиф Веленовски през 1898 г. по материали на Вацлав Стрибърни, събрани през 1896 г. при село Маноле, област Пловдив, след което не е намиран. Находището му в страната е единственото на Балканския полуостров.